# Myopa curta
Myopa curta är en tvåvingeart som beskrevs av Krober 1916. Myopa curta ingår i släktet Myopa och familjen stekelflugor. Inga underarter finns listade i Catalogue of Life.